# Usine Arkema Kem One de Balan
L'usine Arkema Kem One de Balan est une usine chimique fondée en 1965 à Balan dans l'Ain. Depuis 2012, elle appartient à Arkema Kem One pour qui elle fabrique du polyéthylène et du chlorure de vinyle.

## Histoire
L'usine est fondée en 1965.
Initialement usine Elf Aquitaine, puis intégrée dans un groupement économique appartenant au  groupe Total sous le nom d'Aquitaine Total Organico (ATO plastiques), l'usine dépend ensuite exclusivement d'Arkema qui passe du giron de Total à celui de Kem One, en 2012, à la suite de la cession des activités vinyliques d'Arkema au groupe Gary Klesch (qui possède Kem One).
En 2005, alors que l'effectif de l'usine est d'environ 265 employés, une menace de réduction de personnel dans les usines Arkema (Balan est concerné à hauteur de 30 postes sur 265), mobilise les salariés de plusieurs sites Arkema en France : le 15 mars 2005, 800 employés d'Arkema envahissent le siège du groupe Total, alors propriétaire d'Arkema.
En 2008, à cause de la crise automobile, le groupe Arkema réduit sa production, en particulier à Balan.
En 2012, à la suite de la cession au groupe Klesch, de l'activité et donc de l'usine, Gary Klesch s'engage à réaliser les investissements nécessaires à la pérennité de l’entreprise Kem One et de l’usine de Balan. L’usine de Balan devient alors un site partagé : la partie appartenant à Kem One est spécialisée dans la fabrication de PVC ; l’autre partie, dépendant toujours d’Arkema produit des copolymères éthylène-acétate de vinyle (EVA). Les EVA sont utilisés sur les marchés des adhésifs, de la câblerie, de l'emballage ou encore, de l'automobile.
En 2013, Kem One présente une demande de cessation de paiement, premier pas vers une procédure de redressement judiciaire,. Les représentants syndicaux précisent que le redressement concernerait alors la moitié des 2 600 employés des cinq usines françaises du groupe, dont celle de Balan qui compte environ 200 employés.